# Потенжи (река)
Потенжи (порт. Rio Potenji) — река на северо-востоке Бразилии.
Длина — 176 км. Истоки реки находятся на территории муниципалитета Серру-Кора, впадает Потенжи в Атлантический океан в Натале. На всём своём протяжении река протекает по территории штата Риу-Гранди-ду-Норти.
Название происходит от одного из языков тупи и означает «река креветок». В устье Потенжи широкая дельта, и участники экспедиции Америго Веспуччи в 1501 году назвали реку «Великой», позже португальцы назвали местность у реки Риу-Гранди. После открытий на юге Бразилии местность стала называться Риу-Гранди-ду-Норти («Великая река на Севере»). Позже название перешло и к штату.
В Натале через реку построено два современных моста — Игапо (1988 год) и Ньютона Наварру (2007 год).